# Tarzan 2
Tarzan 2 (Tarzan II), noto anche come Tarzan II - La leggenda ha inizio (Tarzan II: The Legend Begins), è un film d'animazione direct-to-video del 2005 prodotto da Walt Disney Pictures. Il film è un prequel-midquel del Classico Disney Tarzan (1999), ampliando la sequenza accompagnata dalla canzone Son of Man di Phil Collins che appare in quest'ultimo film.

## Trama
Il film narra alcune avventure vissute da Tarzan da bambino, e delle difficoltà che ha provato per essere accettato dal suo gruppo. Il bisogno di trovare un suo equilibrio lo porta inizialmente ad allontanarsi dalla famiglia; comprenderà poi l'importanza delle differenze e la necessità di saperle valorizzare. In questa avventura Tarzan conoscerà quindi i valori della famiglia e dell'amicizia.

## Personaggi
- Tarzan: il protagonista del film, sempre animato da buone intenzioni, cerca di inserirsi e trovare un proprio ruolo all'interno della sua famiglia. Viene discriminato dalla propria famiglia, sia per puro razzismo sia perché i membri della sua famiglia, soprattutto Kerchak e alcune madri gorilla ritengono che rappresenti una minaccia. Nel film Tarzan si impone l'obiettivo di scoprire la sua identità. All'inizio non solo non sa a che specie appartiene ma addirittura si fa aiutare da Zugor per capire quale sia la sua vera identità. Dopo essersi convinto di rappresentare una minaccia per la comunità dei gorilla nella quale vive decide di scappare. Alla fine capirà di essere speciale e importante per la sua famiglia tornando a vivere con loro. Nella versione originale fu doppiato da Harrison Chad, sostituendo Alex D. Linz che lo aveva doppiato nel film originale.
- Terk: è una gorilla, amica di Tarzan e Tantor ed è uno dei pochi personaggi a essere un vero amico nei confronti di Tarzan. Nella versione originale fu doppiata da Brenda Grate, sostituendo Rosie O'Donnell.
- Tantor: è un elefantino fifone amico di Tarzan e Terk che ha paura di tutti e di tutto. È anch'egli uno dei pochi amici sinceri di Tarzan. Nella versione originale fu doppiato da Harrison Fahn, sostituendo Taylor Dempsey.
- Kala: è la premurosa madre adottiva di Tarzan. Ama il figlio e non vorrebbe mai che gli succedesse qualcosa. È leale e sempre disponibile nei confronti di tutti. Cerca di aiutare Tarzan nello scontro tra lui stesso, Mamma Gunda, Uto e Kogo ma invano. Nella versione originale Glenn Close riprese il suo ruolo dal film originale.
- Kerchak: è il capo brusco e autoritario della comunità dei Gorilla dove vive Tarzan. Ma allo stesso tempo responsabile che si preoccupa per l'incolumità degli altri gorilla. Nella versione originale anche Lance Henriksen riprese il suo ruolo dal film originale.
- Colleghe di Kala: sono anch'esse componenti della comunità di Gorilla dove vive Tarzan. Nel film hanno un ruolo molto marginale e non fanno nient'altro che parlare male del protagonista. Nella versione originale furono doppiate da Hamilton Camp, April Winchell e Cam Clarke.
- Kogo: è uno dei figli di mamma Gunda, ed anche il fratello di Uto. Egli è un gorilla forzuto, brutale e violento, ma in fondo è solamente un codardo. Durante il combattimento finale con Tarzan viene sconfitto da uno dei trucchi del giovane uomo-scimmia e dopo aver ripreso i sensi fugge via raggiungendo suo fratello Uto. Un'altra caratteristica di Kogo è quella di essere molto permaloso e odia essere preso in giro da suo fratello quando gli viene il singhiozzo, e si dimostra molto più intelligente di lui. Nella versione originale fu doppiato da Ron Perlman.
- Uto: fratello di Kogo nonché anch'egli figlio di mamma Gunda. Decisamente ottuso, è quasi totalmente privo di intelletto e a differenza del fratello, è meno incline alla violenza. Ciò nonostante coopera anche lui insieme a Kogo con la madre per aiutarla a realizzare la sua impresa di conquistare il territorio dei vicini. Quando cattura qualcuno vuole sempre gettarlo da un punto elevato per vedere se vola come un uccello (questa è una sua mera fissazione) e trova divertente suo fratello quando gli viene il singhiozzo, inoltre lui e suo fratello bisticciano di frequente. Viene spaventato da Tarzan dopo aver imitato il ruggito di un leopardo. Nella versione originale fu doppiato da Brad Garrett.
- Mama Gunda: antagonista principale del film la madre di Uto e Kogo, ha progettato il piano di conquistare il territorio dei vicini e di dominarla con l'aiuto dei suoi figli. È molto brusca e autoritaria nei confronti dei suoi figli (ma solo quando litigano). Alla fine si sposerà con Zugor. È per quasi tutta la durata del film crudele e spietata. Odia Zugor inizialmente perché lo ritiene responsabile del fatto che lei e i suoi figli siano finiti in quella valle. Alla fine diventerà più gentile e tranquilla. Nella versione originale fu doppiata da Estelle Harris.
- Zugor: un gorilla anziano che vive come un eremita. È stato emarginato dalla propria famiglia a causa della sua vecchiaia e della sua lentezza. Alla fine diventerà il compagno di mamma Gunda e padre di Kogo e Uto. Apparentemente inflessibile, solitario e scontroso, in realtà è buono e gentile. Le brutte esperienze lo hanno segnato. Diventa un punto di riferimento e uno dei migliori amici di Tarzan e sarà lui stesso a far capire a Tarzan quale sia la sua identità. Nella versione originale fu doppiato da George Carlin.
- Sabor la leopardessa: una crudele e spietata leopardessa, cerca di sbranare Tarzan, ma poi entrano entrambi nella valle dello Zugor ed egli emette il suo richiamo facendolo scappare via. I suoi effetti vocali (in questo caso i suoi versi) furono doppiati da Frank Welker.

## Distribuzione
Uscito nei negozi statunitensi il 14 giugno 2005, il film uscì nei negozi italiani l'8 settembre successivo.

## Doppiaggio
| Personaggio | Doppiatore originale | Doppiatore italiano |
| ----------- | -------------------- | ------------------- |
| Tarzan      | Harrison Chad        | Alex Polidori       |
| Zugor       | George Carlin        | Stefano De Sando    |
| Uto         | Brad Garrett         | Alessandro Rossi    |
| Kogo        | Ron Perlman          | Massimo Corvo       |
| Mama Gunda  | Estelle Harris       | Marzia Ubaldi       |
| Kala        | Glenn Close          | Sonia Scotti        |
| Kerchak     | Lance Henriksen      | Ennio Coltorti      |
| Terk        | Brenda Grate         | Ilaria Stagni       |
| Tantor      | Harrison Fahn        | Manuel Meli         |